# Manuela Soeiro
Maria Manuela de Lobão Soeiro, mais conhecida por Manuela Soeiro, (Ilha do Ibo, 24 de janeiro de 1945) é uma atriz, dramaturga e encenadora moçambicana, e a fundadora do primeiro grupo de teatro moçambicano, o Mutumbela Gogo. Mia Couto intitulou-a a "mãe do teatro moçambicano".

## Biografia
Maria Soeiro nasceu na Ilha do Ibo, província de Cabo Delgado, a 24 de janeiro de 1945.
Aos 5 anos, após a morte do pai, Manuela foi estudar para um colégio interno salesiano, para meninas, em Namaacha, com mais duas irmãs. Neste colégio, desenvolveu o hábito da leitura e o seu interesse por teatro. Foi incentivada por uma freira brasileira, irmã Alba, que usava o teatro para contar histórias. Quo Vadis foi a primeira peça em que participou.
Manuela formou-se em Educação Física. Em 1974, após a assinatura dos Acordos de Lusaca, durante o Governo de Transição, Manuela formava animadores para agir nos Grupos Polivalentes, estabelecidos pelo governo de Samora Machel, para levar a cidadania, saúde e educação à população. Manuela, que tinha o teatro como passatempo, chamou actores para fazerem parte desses Grupos, e actuava com mulheres, usando a dramatização para promover a reflexão. Foi nesta altura que desenvolveu a vontade de trabalhar para a profissionalização do teatro no seu país.
Nessa mesma altura do pós-independência, Manuela promovia saraus esporádicos no então cine-teatro Avenida, prédio dos anos 1960 pertencente à Rádio Moçambique, com 350 lugares. Em 1984, Manuela garantiu a concessão por 50 anos, fruto da sua atividade cultural nos tempos de luta e pós-independência, com o intuito de criar um grupo profissional de teatro. Convidou os actores com quem tinha trabalhado nos Grupos Polivalentes, e a 6 de Novembro de 1986, fundou o primeiro grupo profissional de teatro em Moçambique, o Mutumbela Gogo (em português, mascarado). O nome foi uma sugestão de Gulamo Khan, inspirado nas canções populares cantadas na época do carnaval nos subúrbios de Maputo.
No início do grupo, Manuela estava com João Manja e Victor Raposo. Posteriormente juntaram-se mais actores, tais como Evaristo Abreu, Adelino Branquinho, Lucrécia Paco ou Graça Silva. Para apoiar a manutenção do grupo e a sua actividade profissional, em 1992, Manuela abriu uma padaria, a Txhapo Txhapo, junto ao teatro. Durante mais de 20 anos, os rendimentos da padaria serviram para pagar os salários de actores, despesas de água e luz e a produção teatral.
Mia Couto diz a seu respeito:
| “ | A Manuela é a grande mãe do teatro moçambicano. Porque ela estava num lugar que não era só de quem produzia. Ela impulsionou tudo. Ela convocou todas as forças que podiam estar ali. E era preciso uma mulher, uma pessoa que fosse uma grande batalhadora, porque àquela altura não havia um prego, não havia uma tábua, não havia nada. Montou aquela padaria para alimentar o teatro. É uma coisa quase simbólica. | ” |

## Ligações Externas
- Centro Cultural Franco Moçambicano | Manuela Soeiro entrevista por David Bamo (2021)

- AQUI E AGORA | Manuela Soeiro: A pandemia afectou o Teatro mas não "matou" a Criatividade (2021)

- Teatro em Moçambique por Manuela Soeiro (2013)